# Juan Bautista Gill
Juan Bautista Gill y García del Barrio (Asunción, 28 de octubre de 1840-12 de abril de 1877) fue un exmilitar y político paraguayo que fungió como 6.º presidente de Paraguay entre 1874 y 1877.

## Primeros años
Sus padres fueron Juan Andrés Gill y Escolástica García del Barrio y Bedoya. Era nieto de don Juan Miguel Gill, prócer y cabildante. Estuvo casado con María Concepción Díaz de Bedoya. 
Miembro de una de las principales familias de su época, en 1854 viajó a Buenos Aires donde realizó sus estudios secundarios y de medicina, que no llegó a culminar.
Regresó al Paraguay en 1863. Cuando se declaró la guerra a la Argentina, se alistó en el batallón 40, que estaba integrado por jóvenes de alta posición social, y por sus conocimientos en medicina se le designó un puesto en la sanidad militar. 
Según algunos historiadores cayó prisionero el 30 de diciembre de 1868 y para el historiador Juan B. Gill Aguínaga, actuó en los hospitales de sangre y fue apresado tres días antes en el combate de Ita Ybaté. A mediados de enero de 1869, Gill estaba entre los que volvieron a Asunción, los aliados lo liberaron bajo la condición de que no volvería a integrarse al ejército nacional, que en ese entonces, seguía combatiendo. También perteneció a la Logia Unión Paraguaya N.º 30 bajo la jurisdicción Argentina en la clandestinidad, instalada en Asunción el 1 de enero de 1869.

## Trayectoria política
Fue Ministro de Hacienda y Presidente del Senado. El 25 de enero de 1869 participó en la reunión convocada por don Serapio Machaín para interesar a las fuerzas aliadas de ocupación en un proyecto de petición para la creación de un Gobierno Provisorio. Entre los que asistieron a dicha reunión se encontraban: José Segundo Decoud, Cayo Miltos, Carlos Loizaga, Juan A. Jara y Salvador Jovellanos. Acusado de malversación de fondos, el Senado lo destituyó, pero en respuesta Rivarola disolvió el Congreso. Protagonista de una serie de turbulentas situaciones, acompaña una exitosa revolución y vuelve a la cartera de Hacienda. En 1874 asumió la presidencia de la República.

## Gobierno

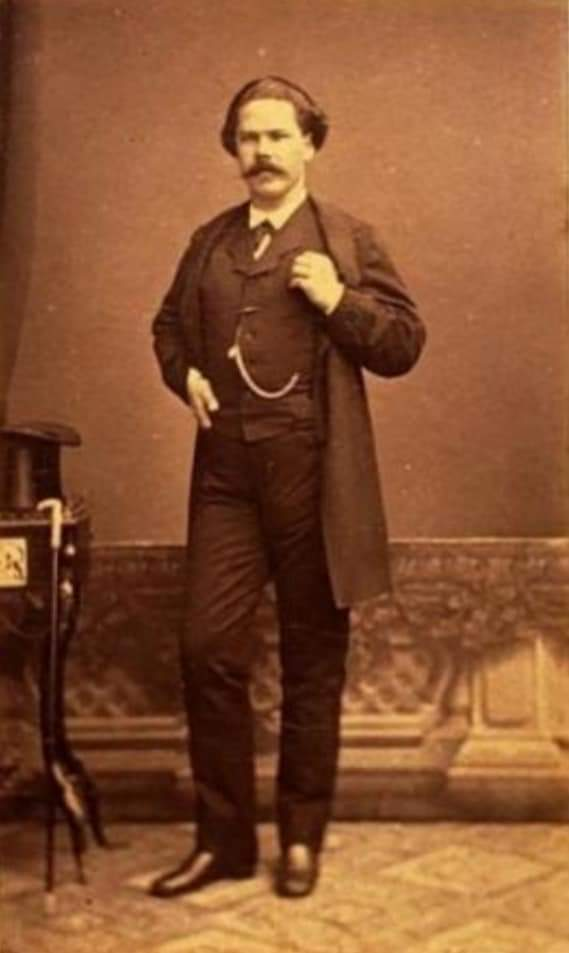
Juan Bautista Gill

Fue Presidente de la República del Paraguay entre el 25 de noviembre de 1874 y el 12 de abril de 1877. Tuvo como vicepresidente a su primo Higinio Uriarte García del Barrio. Su gabinete estuvo integrado por Emilio Gill y Adolfo Saguier, en Hacienda; Germán Serrano y José Urdapilleta, en Interior; Bernardino Caballero y Benjamín Aceval en Justicia, Culto e Instrucción Pública; Patricio Escobar, en Guerra y Marina, y Facundo Machaín y Benjamín Aceval, en Relaciones Exteriores.
Durante su gobierno se implementó el papel moneda, se creó el Colegio Nacional de la Capital y aumentaron considerablemente los impuestos. El 3 de febrero de 1876, se firmó el tratado de límites, paz, comercio y navegación con la Argentina, por el cual el Paraguay perdió los territorios de Misiones, al sur del río Paraná, de algunas islas de ese río y los territorios situados entre los ríos Pilcomayo y Bermejo, pero así también salvó el Chaco. También durante su gobierno, el 22 de junio de 1876, las últimas tropas del Ejército de Brasil se retiraban del Paraguay, poniendo fin a la ocupación brasileña que se impuso desde el fin de la Guerra de la Triple Alianza.
También se adoptó el Código Civil Argentino y con el fin de estabilizar la economía nacional, se estableció el estanco del tabaco, por la ley del 22 de abril de 1875. El gobierno se otorgó el privilegio de exportar este producto por 5 años, y se prohibió que particulares realicen la exportación o importación de tal producto. Luego se aplicó la misma ley sobre el jabón y la sal por un período de tres años. 
El gobierno de Gill, al igual que el de sus predecesores, no se libró de movimientos revolucionarios. Un motín estalló en Caacupé, en diciembre de 1875, el cual estuvo liderado por el General Serrano, su exministro del Interior y apoyado por fuerzas brasileñas. La revuelta fue controlada con la muerte de Serrano y otros sublevados.

## Asesinato
El gobierno de Gill estaba rodeado de enemigos. Algunas amarguras económicas y la no ejecución de propuestas de emergencia despertaron cierta aversión en personas que se encontraban en los alrededores de Gill. Conspiraciones de mediana gravedad estaban en marcha, apoyadas por la confusión que gobernaba.
El 12 de abril de 1877, el presidente Gill transitaba en compañía de sus dos edecanes (oficiales de alta graduación), por la calle Villarrica (actual Presidente Franco). Cuando cruzaba por Independencia Nacional, fue impactado por un escopetazo que lo tumbó a tierra, produciéndose su muerte inmediata. Su asesinato fue ideado por Juan Silvano Godoi, con su hermano Nicanor siendo el encargado material de llevar a cabo el asesinato. A continuación se dispersaron rápidamente los confabulados, con Nicanor inmediatamente huyendo a la Argentina, donde murió a la edad de 90 años.
El poeta colombiano Próspero Pereira Gamba (1830-1896), que vivía en Paraguay como exiliado, plasmó el acontecimiento en su obra El espectro.
| Predecesor: Salvador Jovellanos | Presidente de la República del Paraguay 1874-1877 | Sucesor: Higinio Uriarte |

- Datos: Q26560
- Multimedia: Juan Bautista Gill / Q26560